# Аль-Макризи
Таки ад-Дин Абуль-Абба́с А́хмад ибн Али́ аль-Макри́зи (араб. تقى الدين أحمد بن على بن عبد القادر بن محمد المقريزى‎;
1364, Каир — 1442, там же) — египетский историк и географ периода мамлюков.

## Биография
Родился в Каире в семье Бану-л-Макризи, выходцев из горного Ливана. Получив правоведческое образование в традициях шафиитского мазхаба, занимал должности кади, мухтасиба и преподавателя медресе. Во время пребывания в Дамаске (1408—1418) преподавал в медресе, ведал вакфами. По возвращении в Каир полностью посвятил себя занятиям наукой.
Наиболее крупный из опубликованных трудов Макризи, Китаб ассулук ли марифат дуваль аль-мулюк («Книга путей к познанию правящих династий»), посвящён истории Айюбидов и мамлюков; изложение в нём доведено до 1440 года. Фрагменты сочинения, касающиеся Золотой Орды, переведены на русский язык и опубликованы В. Г. Тизенгаузеном. Историко-географический обзор Египта Китаб аль-маваиз ва-ль-итибар фи зикр аль-хитат ва-аль-асар («Книга поучений и назидания в рассказе о кварталах и памятниках») включает, среди прочего, биографии эмиров и других знаменитых людей, а также сведения по истории Фатимидов. Особенно ценна эта работа тем, что содержит отрывки из утраченных сочинений предшественников Макризи. Из других трудов интересен трактат о мусульманских мерах и весах.
Макризи — один из крупнейших средневековых историков «не столько в связи с точностью его сообщений, которая не всегда безупречна, сколько по своему неустанному прилежанию, далеко идущим интересам и большой внимательности к социальной и демографической стороне истории» (И. Ю. Крачковский). Он был основателем особой исторической школы, среди представителей которой аль-Айни, Ибн Хаджар аль-Аскаляни, Ибн Тагриберди, ас-Сахави, ас-Суюти и Ибн Ияс.